# Male Dole pri Stehanji vasi
Male Dole pri Stehanji vasi este o localitate din comuna Trebnje, Slovenia, cu o populație de 45 de locuitori.